# Dino Đulbić
Edin "Dino" Đulbić (Doboj, 16 febbraio 1983) è un ex calciatore bosniaco naturalizzato australiano, di ruolo difensore.

## Palmarès

### Competizioni nazionali
- Premier's Plate: 1

Perth Glory: 2018-2019